# Traductologia
La traductologia és l'estudi teòric de la traducció i la interpretació de llengües. Així fa part dels estudis de traducció i d'interpretació a les universitats.